# 12e étape du Tour d'Italie 2006
La 12e étape du Tour d'Italie 2006 a lieu le 8 mai entre Livourne et Sestri Levante. Elle est remportée par Joan Horrach.

## Résultats

### Classement de l'étape
|    | Coureur           | Pays      | Équipe                         |    | Temps           |
| -- | ----------------- | --------- | ------------------------------ | -- | --------------- |
| 1  | Joan Horrach      | Espagne   | Caisse d'Épargne-Illes Balears | en | 3 h 55 min 53 s |
| 2  | Addy Engels       | Pays-Bas  | Quick Step-Innergetic          | +  | 5 s             |
| 3  | Emanuele Sella    | Italie    | Panaria                        |    | m.t.            |
| 4  | Manuele Mori      | Italie    | Saunier Duval                  |    | m.t.            |
| 5  | Fortunato Baliani | Italie    | Panaria                        |    | m.t.            |
| 6  | Wladimir Belli    | Italie    | Colombia Selle-Italia          |    | m.t.            |
| 7  | Sven Krauss       | Allemagne | Gerolsteiner                   |    | 1 min 03 s      |
| 8  | Alberto Ongarato  | Italie    | Team Milram                    |    | m.t.            |
| 9  | Jörg Ludewig      | Allemagne | T-Mobile                       |    | m.t.            |
| 10 | Manuel Beltrán    | Espagne   | Discovery Channel              |    | m.t.            |

### Points attribués
|   | Cycliste         | Pays    | Équipe                         | Points |
| - | ---------------- | ------- | ------------------------------ | ------ |
| 1 | Joan Horrach     | Espagne | Caisse d'Épargne-Illes Balears | 8      |
| 2 | Patrick Calcagni | Suisse  | Liquigas                       | 6      |
| 3 | Manuele Mori     | Italie  | Saunier Duval                  | 4      |
| 4 | Wladimir Belli   | Italie  | Colombia Selle-Italia          | 3      |
| 5 | Manuel Beltrán   | Espagne | Discovery Channel              | 2      |
| 6 | Alberto Ongarato | Italie  | Team Milram                    | 1      |

|    | Cycliste                 | Pays       | Équipe                         | Points |
| -- | ------------------------ | ---------- | ------------------------------ | ------ |
| 1  | Joan Horrach             | Espagne    | Caisse d'Épargne-Illes Balears | 25     |
| 2  | Addy Engels              | Pays-Bas   | Quick Step-Innergetic          | 20     |
| 3  | Emanuele Sella           | Italie     | Panaria                        | 16     |
| 4  | Manuele Mori             | Italie     | Saunier Duval                  | 14     |
| 5  | Fortunato Baliani        | Italie     | Panaria                        | 12     |
| 6  | Wladimir Belli           | Italie     | Colombia Selle-Italia          | 10     |
| 7  | Sven Krauss              | Allemagne  | Gerolsteiner                   | 9      |
| 8  | Alberto Ongarato         | Italie     | Team Milram                    | 8      |
| 9  | Jörg Ludewig             | Allemagne  | T-Mobile                       | 7      |
| 10 | Manuel Beltrán           | Espagne    | Discovery Channel              | 6      |
| 11 | Patrick Calcagni         | Suisse     | Liquigas                       | 5      |
| 12 | Jonathan Patrick McCarty | États-Unis | Phonak                         | 4      |
| 13 | Paolo Bettini            | Italie     | Quick Step-Innergetic          | 3      |
| 14 | Mickaël Delage           | France     | Française des jeux             | 2      |
| 15 | Josep Jufré              | Espagne    | Davitamon-Lotto                | 1      |

### Cols et côtes
|   | Cycliste          | Pays    | Équipe                         | Points |
| - | ----------------- | ------- | ------------------------------ | ------ |
| 1 | Fortunato Baliani | Italie  | Panaria                        | 3      |
| 2 | Joan Horrach      | Espagne | Caisse d'Épargne-Illes Balears | 2      |
| 3 | Manuele Mori      | Italie  | Saunier Duval                  | 1      |

|   | Cycliste          | Pays   | Équipe        | Points |
| - | ----------------- | ------ | ------------- | ------ |
| 1 | Fortunato Baliani | Italie | Panaria       | 5      |
| 2 | Emanuele Sella    | Italie | Panaria       | 3      |
| 3 | Manuele Mori      | Italie | Saunier Duval | 1      |

### Points attribués pour le classement combiné
|    | Cycliste               | Pays      | Équipe                         | Points |
| -- | ---------------------- | --------- | ------------------------------ | ------ |
| 1  | Ivan Basso             | Italie    | Team CSC                       | 39     |
| 2  | Paolo Savoldelli       | Italie    | Discovery Channel              | 38     |
| 3  | José Enrique Gutiérrez | Espagne   | Phonak                         | 36     |
| 4  | Joan Horrach           | Espagne   | Caisse d'Épargne-Illes Balears | 21     |
| 5  | Damiano Cunego         | Italie    | Lampre-Fondital                | 19     |
| 6  | Sandy Casar            | France    | Française des jeux             | 18     |
| 7  | Patrick Calcagni       | Suisse    | Liquigas                       | 15     |
| 8  | Robbie McEwen          | Australie | Davitamon-Lotto                | 15     |
| 9  | Paolo Bettini          | Italie    | Quick Step-Innergetic          | 14     |
| 10 | Sylvain Calzati        | France    | AG2R Prévoyance                | 14     |

## Classements à l'issue de l'étape

### Classement général
|     | Cycliste               | Pays       | Équipe                |    | Temps            |
| --- | ---------------------- | ---------- | --------------------- | -- | ---------------- |
| 1   | Ivan Basso             | Italie     | Team CSC              | en | 44 h 31 min 52 s |
| 2   | José Enrique Gutiérrez | Espagne    | Phonak                |    | 2 min 48 s       |
| 3   | Paolo Savoldelli       | Italie     | Discovery Channel     |    | 3 min 26 s       |
| 4   | Emanuele Sella         | Italie     | Panaria               |    | 4 min 21 s       |
| 5   | Wladimir Belli         | Italie     | Colombia Selle-Italia |    | 5 min 31 s       |
| DSQ | Thomas Danielson       | États-Unis | Discovery Channel     |    | 5 min 38 s       |
| 7   | Manuel Beltrán         | Espagne    | Discovery Channel     |    | 6 min 36 s       |
| 8   | Franco Pellizotti      | Italie     | Liquigas              |    | 6 min 37 s       |
| 9   | Víctor Hugo Peña       | Colombie   | Phonak                |    | 6 min 54 s       |
| 10  | Damiano Cunego         | Italie     | Lampre-Fondital       |    | 6 min 54 s       |

### Classement par points
|   | Cycliste         | Pays      | Équipe                | Points |
| - | ---------------- | --------- | --------------------- | ------ |
| 1 | Robbie McEwen    | Australie | Davitamon-Lotto       | 89     |
| 2 | Paolo Bettini    | Italie    | Quick Step-Innergetic | 86     |
| 3 | Paolo Savoldelli | Italie    | Discovery Channel     | 73     |

### Classement du meilleur grimpeur
|   | Cycliste          | Pays     | Équipe          | Points |
| - | ----------------- | -------- | --------------- | ------ |
| 1 | Ivan Basso        | Italie   | Team CSC        | 15     |
| 2 | Staf Scheirlinckx | Belgique | Cofidis         | 13     |
| 3 | Damiano Cunego    | Italie   | Lampre-Fondital | 10     |

### Classement du combiné
|   | Cycliste               | Pays    | Équipe            | Points |
| - | ---------------------- | ------- | ----------------- | ------ |
| 1 | Paolo Savoldelli       | Italie  | Discovery Channel | 518    |
| 2 | José Enrique Gutiérrez | Espagne | Phonak            | 323    |
| 3 | Ivan Basso             | Italie  | Team CSC          | 223    |

### Classements par équipes

#### Classement aux temps
|   | Équipe            | Pays       |    | Temps             |
| - | ----------------- | ---------- | -- | ----------------- |
| 1 | Discovery Channel | États-Unis | en | 132 h 26 min 26 s |
| 2 | Phonak            | Suisse     | +  | 7 min 19 s        |
| 3 | Liquigas          | Italie     |    | 7 min 28 s        |

#### Classement aux points
|   | Équipe            | Pays       | Points |
| - | ----------------- | ---------- | ------ |
| 1 | T-Mobile          | Allemagne  | 174    |
| 2 | Discovery Channel | États-Unis | 161    |
| 3 | Gerolsteiner      | Allemagne  | 159    |

### Classements annexes

#### Classement Azzurri d'Italia
|   | Cycliste         | Pays      | Équipe            | Points |
| - | ---------------- | --------- | ----------------- | ------ |
| 1 | Robbie McEwen    | Australie | Davitamon-Lotto   | 12     |
| 2 | Paolo Savoldelli | Italie    | Discovery Channel | 6      |
| 3 | Ivan Basso       | Italie    | Team CSC          | 6      |

#### Classement de la combativité
|   | Cycliste         | Pays      | Équipe                | Points |
| - | ---------------- | --------- | --------------------- | ------ |
| 1 | Robbie McEwen    | Australie | Davitamon-Lotto       | 21     |
| 3 | Paolo Bettini    | Italie    | Quick Step-Innergetic | 20     |
| 2 | Paolo Savoldelli | Italie    | Discovery Channel     | 18     |

#### Classement 110 Gazzetta
|   | Cycliste         | Pays      | Équipe             | Points |
| - | ---------------- | --------- | ------------------ | ------ |
| 1 | Patrick Calcagni | Suisse    | Liquigas           | 11     |
| 2 | Mickaël Delage   | France    | Française des jeux | 10     |
| 2 | Grischa Niermann | Allemagne | Rabobank           | 7      |

#### Classement de l'échappée (Fuga)
|   | Cycliste            | Pays    | Équipe            | Points |
| - | ------------------- | ------- | ----------------- | ------ |
| 1 | Christophe Edaleine | France  | Crédit agricole   | 207    |
| 2 | Sergiy Matveyev     | Ukraine | Panaria           | 207    |
| 3 | Andoni Aranaga      | Espagne | Euskaltel-Euskadi | 207    |